# Maison des syndicats
Une maison des syndicats désigne un bâtiment dans lequel sont regroupés les instances dirigeantes de plusieurs syndicats de salariés d'une zone géographique donnée (ville, canton, région, pays, etc.), indépendamment de leurs orientations idéologiques, permettant ainsi à ces derniers de mutualiser certains services.

## Exemples de maisons des syndicats
- À Nantes, l'ancienne gare de Nantes-État a été transformé en « maison des syndicats » à la fin des années 1990.
- En Serbie, la maison des syndicats de Belgrade a été construite à l'époque de la république fédérative socialiste de Yougoslavie pour abriter les « syndicats des travailleurs ».
- À Moscou, Maison des syndicats dans le district de Tverskoï : palais construit pour le prince Dolgorouki, il est racheté en 1784 par le Club de la noblesse qui le fait reconstruire par l'architecte Matveï Kazakov. Après la révolution russe, le bâtiment abrite le Conseil central des syndicats de Moscou, et est rebaptisé Maison des syndicats[1].